# Leis Básicas de Israel
As Leis Básicas de Israel (em hebraico: חוקי היסוד; romaniz.: ḥŭḳḳēi ha-yyǝsōd) são um componente essencial do direito constitucional de Israel. Essas leis tratam da formação e do papel das principais instituições do Estado e as relações entre as autoridades do Estado. Algumas delas também protegem os direitos civis. Essas leis foram originalmente concebidas para serem capítulos de um projeto de uma futura constituição de Israel, mas já são utilizadas diariamente pelos tribunais como uma constituição formal. Israel atualmente tem funções de acordo com o material de direito constitucional, baseado em casos e precedentes (constituição não escrita) e as disposições destes estatutos formais. Atualmente, as leis básicas não cobrem todas as questões constitucionais e não há prazo definido para a conclusão do processo de fusão destes em uma constituição abrangente. Não há uma regra clara que determina a precedência de regras básicas sobre a legislação regular e, em muitos casos, esta questão é deixada à interpretação do sistema jurisdicional.

## História
- 1958 - O Knesset - Afirma funções legislativas da casa de representantes do Estado.
- 1960 - Terras de Israel - Garante que terras do estado permanecem propriedade nacional.
- 1964 - O Presidente do Estado - Lida com status, eleição, qualificações, poderes e procedimentos de trabalho do Presidente do Estado.
- 1968 - O Governo - (Substituído pela lei de 1992 e, em seguida, restaurado, com alterações, pela lei de 2001)
- 1975 - A Economia do Estado - Regulamenta os pagamentos feitos por e para o Estado. Autoridade para produzir moeda.
- 1976 - As Forças Armadas - Defende uma base constitucional e legal para a operação das Forças de Defesa de Israel. Subordina as forças militares ao governo, trata de alistamento, e afirma que nenhuma força armada extralegal além das Forças de Defesa de Israel pode ser criada ou mantida.
- 1980 - Lei de Jerusalém - Estabelece o status de Jerusalém como a capital de Israel; assegura a integridade e a unidade de Jerusalém; lida com lugares sagrados; protege os direitos dos membros de todas as religiões; concede preferência especial no que diz respeito ao desenvolvimento.
- 1984 - O Judiciário - Lida com autoridade, as instituições, o princípio da independência, transparência, compromisso, qualificações, e os poderes do judiciário.
- 1988 - A Controladoria do Estado - Lida com os poderes, tarefas e deveres do supervisor de órgãos governamentais, ministérios, instituições, autoridades, órgãos, pessoas e organismos que operam em nome do Estado.
- 1992 - Dignidade Humana e Liberdade - Declara que os direitos humanos básicos em Israel são baseados no reconhecimento do valor do homem, a santidade de sua vida e o fato de que ele é livre. Define a liberdade humana como direito de sair e entrar no país, a privacidade (incluindo a fala, os escritos e notas), intimidade e proteção contra buscas ilegais de sua pessoa ou propriedade. Esta lei inclui instrução a respeito de sua própria permanência e proteção contra mudanças por meio de regulamentos de emergência.
- 1992 - O Governo - Dispõe sobre a eleição direta do primeiro-ministro na época das eleições do Knesset. Lida com princípios de serviço do primeiro-ministro, a formação e função de governo, qualificações para os ministros. (Substituído pela lei 2001)
- 1992 - Liberdade de Ocupação - A lei estabelece o direito de "cada cidadão ou habitante de exercer qualquer actividade profissional, profissão ou comércio" a menos que "uma lei que corresponde com os valores do Estado de Israel, e que foi concebido para um fim digno" determine o contrário. (Substituído pela lei de 1994)
- 1994 - Liberdade de Ocupação - Garante a cada nacional ou residente de Israel o "direito de exercer qualquer atividade profissional, profissão ou comércio". Qualquer violação deste direito deve ser "por uma lei condizente com os valores do Estado de Israel, promulgada para um fim adequado, e até certo ponto não maior do que é necessário."
- 2001 - O Governo - Subverte a lei de 1992, e restaura o sistema 1968 com algumas alterações.
- 2014 - O Referendo - Estabelece que território sob controle israelense só pode ser abandonado ou: por meio de um tratado aprovado por 80 MKs, caso em que um referendo não é necessário, ou antes que um tratado seja válido, ele deve ser aprovado pela maioria absoluta de votos em um referendo.
- 2018 - Lei do Estado-nação - Estabelece Israel como o estado-nação do povo judeu. Nos pontos do texto fica estabelecido, entre outras coisas, que a Terra de Israel é a pátria histórica do povo judeu, além de ser ele quem exerce o direito exclusivo de autodeterminação no Estado de Israel. Além disso, coisas como que a capital do estado é Jerusalém e que este é o representante de todos os judeus são ratificados.[2][3]